# Schefflera hoi
Schefflera hoi là một loài thực vật có hoa trong Họ Cuồng cuồng. Loài này được (Dunn) R.Vig. miêu tả khoa học đầu tiên năm 1909.